# Spy Kids 2: Ostrov ztracených snů
Spy Kids 2: Ostrov ztracených snů je pokračování úspěšného rodinného filmu Spy Kids: Špióni v akci. Původně to byl první film série a bylo potřeba napřed postavy představit.

## Příběh
Juni a Carmen jsou povolání do zábavního parku aby zachránili prezidentovu dceru (mimo to Juniho přítelkyni) ale zjišťují že jsou nahrazeni dvěma agenty Garym a Gerti Gigllesovími. V akci Gary najde a prezidentovy dcery Maskovač (tajná vládní zbraň která zničí veškerý proud v dosahu) a je oceněn statusem agenta 1.stupně. Ke všemu je místo Gregoria nominován na křeslo ředitele OSS Donoagon Giglles který je otcem Garyho a Gerti a Maskovač ukraden. Carmen se nahackuje do počítače OSS a zjišťuje že Gary a Gerti jsou posláni na akci Yucata k pobřeží Madagaskaru kde mizí lodě a ponorky OSS a kde byl viděn Maskovač. Carmen a Juni posílají Garyho s jeho lodí do Asie a sami jedou na Yucatu. Když se dostávají na místo se jim vypne ponorka a oni jsou dvouhlavou nestvůrou mrštěni na břeh ostrova. Tam na radu Poskoka hledají ostrovana který jim pomůže. Po pádu do sopky ho skutečně nachází a on jim řekne o hlavním Maskovači nacházejícím se na ostrově a nestvůrách které vytvořil jako šílený vědec. Mezitím se na ostrov dostávají Gary a Gerti kteří hledají Maskovač patřícím Donoagonovi aniž by věděli o tom hlavním. Juni a Carmen se pronásledováni Garym a Gerti dostávají do pyramidy kde nacházejí hlavní Maskovač ale to je dopadne Donagon který jak vychází najevo ukradl Maskovač. Carmen však hlavní Maskovač zahodí a Donagon se ho vydá hledat. Juni a Carmen však lstí Maskovač získají a chtějí utéct, ale to už připlouvají jejich rodiče i s prarodiči aby jim to vytmavili. Vše však pokazí Felix který byl pod hrozbou smrti přinucen sebrat jim Maskovač. I přes útok Donagona Maskovačem se mu díky Gerti nepovede zabít Cortézovi. Vše dobře dopadne díky prezidentově rychlému příletu a Juni oznámí že už nechce být agentem OSS a žít normální život. Na konec je Gregorio jmenován do funkce ředitele OSS

## Postavy
- Juni Rocket Racer Rebel Cortez - Daryl Sabara
- Carmen Elizabeth Chuanita Echo Skye Brava Cortézová - Alexa Vega
- Ingrid Cortézová - Carla Gugino
- Gregorio Cortéz - Antonio Banderas
- Dědeček - Ricardo Montalbán
- Babička - Holland Taylor
- Donnagon - Mike Judge
- Gerti - Emily Osment
- Gary - Matt O´Learly
- Floop - Alan Cumming
- Prezident - Christopher McDonald
- Prezidentova dcera - Taylor Momsen
- Ostrovan - Steve Buscemi
- Muž, který vyzvedával drogy - Quentin Tarantino